# Lichenoconium pyxidatae
Lichenoconium pyxidatae är en lavart som först beskrevs av Cornelius Anton Jan Abraham Oudemans, och fick sitt nu gällande namn av Petr. & Syd. 1927. Lichenoconium pyxidatae ingår i släktet Lichenoconium, divisionen sporsäcksvampar och riket svampar.  Arten är reproducerande i Sverige. Inga underarter finns listade i Catalogue of Life.